# Jacqueline de Romilly
Jacqueline Worms de Romilly (* 26. März 1913 in Chartres; † 18. Dezember 2010 in Paris), geborene Jacqueline David, war eine französische Philologin und Mitglied der Académie française. Sie ist bekannt für ihre Arbeiten zur antiken griechischen Kultur und Sprache, besonders zu Thukydides.

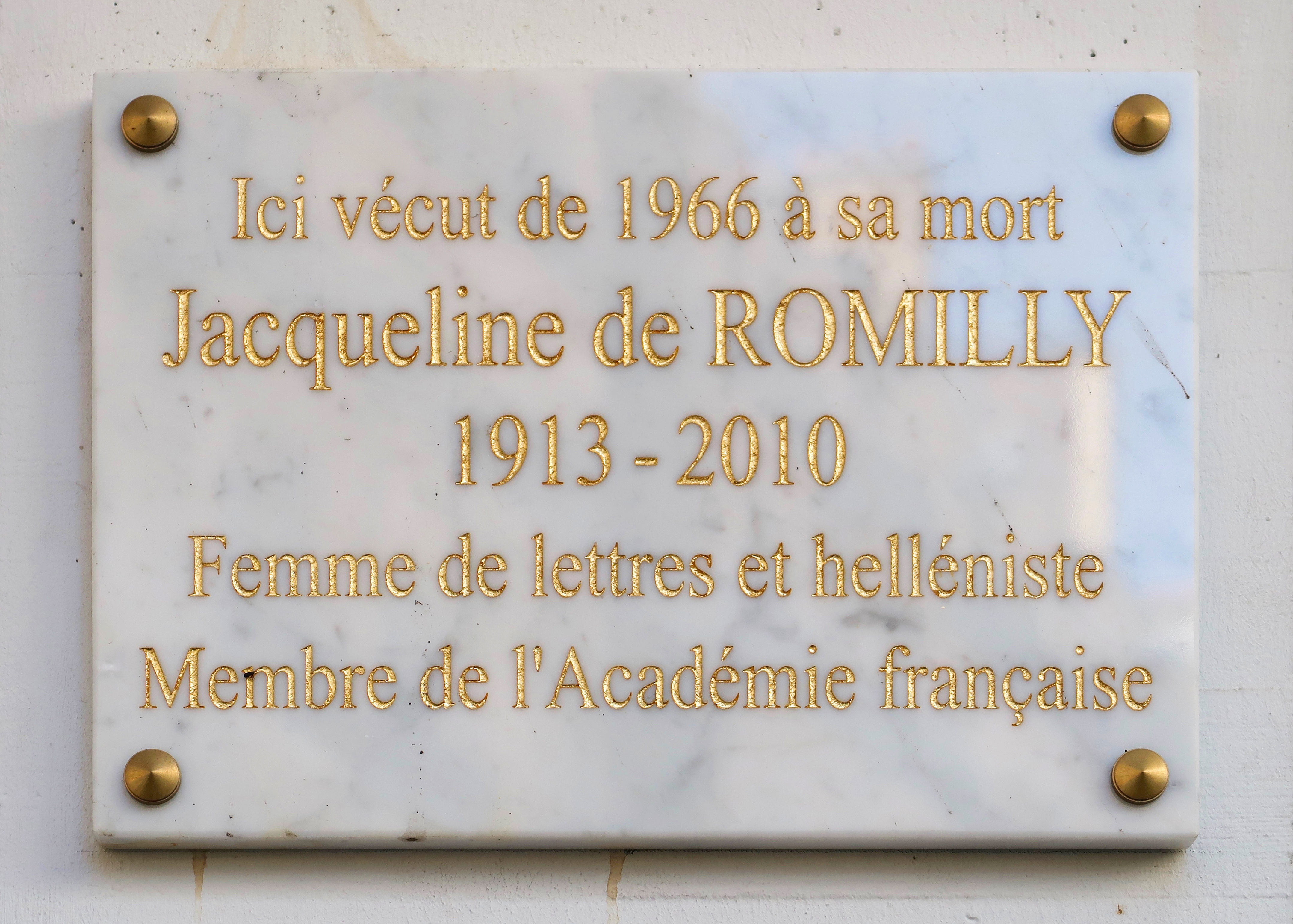
Plakette zu Ehren von Jacqueline de Romilly, 12 Rue Chernoviz, Paris, 16. Arrondissement

## Leben
Jacqueline David entstammte einer Familie des gebildeten französisch-jüdischen Bürgertums. Sie war die Tochter von Maxime David, einem französischen Professor der Philosophie, und von Jeanne Malvoisin (als Schriftstellerin: Jeanne Maxime-David). Ihr Vater fiel im Ersten Weltkrieg. Jacqueline David ging am Lycée Molière in Paris zur Schule. 1930 gewann sie im landesweiten Schülerwettbewerb Concours général eine lobende Erwähnung (Laureat) in Latein und den zweiten Preis in Griechisch. Nach den zweijährigen geisteswissenschaftlichen Vorbereitungsklassen (Classes préparatoires littéraires) am Lycée Louis-le-Grand wurde sie 1933 zum Studium an der École normale supérieure in der Rue d’Ulm in Paris zugelassen. Als Schülerin von Paul Mazon bestand sie 1936 die Agrégation (Staatsprüfung für das höhere Lehramt) im Fach lettres classiques (klassische Sprachen und Literaturen). Nach drei Jahren Lehrtätigkeit an Lycées hatte sie 1939/40 einen Lehrauftrag an der Universität Bordeaux. Unter dem Vichy-Regime bekam sie als Jüdin 1941 Lehrverbot.
1940 heiratete sie Michel Worms de Romilly, von dem sie sich 1973 scheiden ließ.
Nach der Befreiung Frankreichs kehrte sie in den Schuldienst zurück und unterrichtete die geisteswissenschaftlichen Vorbereitungsklassen am Mädchen-Lycée in Versailles. 1947 schloss sie ihre thèse d’État über Werk und Denken des Historikers Thukydides und den Athenischen Imperialismus im 5. Jahrhundert v. Chr. ab und erhielt das doctorat ès lettres (entspricht etwa einer Habilitation). 1949 wurde sie auf eine Professur für altgriechische Sprache und Literatur an der Universität Lille berufen. 1957 folgte eine Berufung als Professorin an die Sorbonne. 1973 folgte die Berufung auf den Lehrstuhl für Moralphilosophie und Politik des Alten Griechenlands (La Grèce et la formation de la pensée morale et politique) am Collège de France. Sie war damit die erste weibliche Professorin an dieser Einrichtung. 1975 wurde sie als Nachfolgerin von Pierre Chantraine in die Académie des Inscriptions et Belles-Lettres berufen; auch an dieser Einrichtung war sie das erste weibliche Mitglied. 1987 wurde sie zu deren Präsidentin gewählt. 1988 wurde sie als zweite Frau, nach Marguerite Yourcenar, in die Académie française berufen.
1995 erhielt sie die griechische Staatsbürgerschaft; 2000 wurde sie zur Botschafterin des Hellenismus (ambassadrice de l’hellénisme) ernannt. 1940 konvertierte sie zum Katholizismus.
Sie war Vorsitzende und Ehrenvorsitzende der humanistischen Association Guillaume Budé. Darüber hinaus war sie korrespondierendes Mitglied zahlreicher ausländischer wissenschaftlicher Gesellschaften und Akademien, darunter der Akademie von Athen, der British Academy, der Österreichischen Akademie der Wissenschaften, der Bayerischen Akademie der Wissenschaften, der Dänischen Akademie der Wissenschaften, der Niederländischen Akademie der Wissenschaften, der American Philosophical Society (1978), der American Academy of Arts and Sciences (1988), der Academia Europaea (1989). und vieler anderer.

## Ehrungen
- Großkreuz der Ehrenlegion (2007)
- Großkreuz des Ordre national du Mérite
- Kommandeur des Ordre des Palmes Académiques
- Kommandeur des Ordre des Arts et des Lettres
- Kommandeur des griechischen Phönix-Ordens
- Kommandeur des griechischen Ehrenordens
- Österreichisches Ehrenzeichen für Wissenschaft und Kunst (1981)
- Prix Ambatiélos der Académie des Inscriptions et Belles-Lettres (1948)
- Prix Croiset des Institut de France (1969)
- Prix Langlois der Académie française (1974)
- Grand Prix der Académie française (1984)
- Griechischer Onassis-Preis (1995)
- Johann-Wolfgang-von-Goethe-Medaille in Gold (1995)
- Prix Daudet für die Verteidigung der französischen Sprache (2000)
- Preis für Parlamentarismus und Demokratie des griechischen Parlaments (2008)
- Ehrendoktor an zahlreichen Universitäten:
  - Universität Oxford
  - Universität Athen
  - Universität Dublin
  - Universität Heidelberg
  - Universität Montreal
  - Yale University

## Veröffentlichungen (Auswahl)
- Thucydide et l’impérialisme Athénien. La pensée de l’historien et la genèse de l’œuvre. Les Belles Lettres, Paris 1947 (2e édition. ebenda 1951), (Paris, Univ., Diss. 1947).
- Thucydide: La guerre du Péloponnèse. Texte établi et traduit par Jacqueline de Romilly. 8 Bände. Les Belles-Lettres, Paris 1953–1972.
- Histoire et raison chez Thucydide. Les Belles-Lettres, Paris 1956 (2eme tirage. ebenda 1967).
- La Crainte et l’angoisse dans le théâtre d’Eschyle. Les Belles-Lettres, Paris 1958 (2eme tirage. ebenda 1971; Reproduction en facsimile de 2eme tirage. ebenda 2011, ISBN 978-2-251-32677-1).
- L’évolution du pathétique. D’Eschyle à Euripide. Presses Universitaires de France, Paris 1961 (Auch: ebenda 1980, ISBN 2-251-32592-1; UMI Books on demand, Ann Arbor MI 2002).
- Nous autres professeurs. Fayard, Paris 1969.
- La tragédie grecque  (= Collection Sup. Littératures anciennes 1, ISSN 0069-5459). Presses universitaires de France, Paris 1970.
- Time in Greek tragedy. Cornell University Press, Ithaca NY 1968 (Französisch: Le temps dans la tragédie grecque. Vrin, Paris 1971; 2e edition. ebenda 1995, ISBN 2-7116-1235-X).
- La loi dans la pensée grecque. Des origines à Aristote. Les Belles-Lettres, Paris 1971 (Auch: ebenda 2001, ISBN 2-251-44187-5).
- Problèmes de la démocratie grecque. Hermann, Paris 1975, ISBN 2-7056-5781-9 (Auch: (= Agora 10). Presses Pocket, Paris 1986, ISBN 2-266-04815-5; Hermann, Paris 2006, ISBN 2-7056-6546-3).
- La douceur dans la pensée grecque. Les Belles Lettres, Paris 1979, ISBN 2-251-32566-2 (Auch: (= Collection Pluriel 8757). ebenda 1995, ISBN 2-01-278757-6; 2ème tirage. ebenda 2011, ISBN 978-2-251-32676-4).
- Précis de littérature grecque. Presses Universitaires de France, Paris 1980, ISBN 2-13-036594-9 (2e édition. ebenda 2007, ISBN 978-2-13-056076-0).
- L’Enseignement en détresse. Julliard, Paris 1984, ISBN 2-260-00361-3.
- „Patience, mon cœur“. L’essor de la psychologie dans la littérature grecque classique. Les Belles Lettres, Paris 1984, ISBN 2-251-32626-X (2eme tirage. ebenda 1994).
- Homère (= Que sais-je? 2218). Presses Universitaires de France, Paris 1985, ISBN 2-13-038810-8.
- La Modernité d’Euripide. Presses Universitaires de France, Paris 1986, ISBN 2-13-039366-7.
- Sur les chemins de Sainte-Victoire. Julliard, Paris 1987, ISBN 2-260-00478-4 (Nouvelle édition. Éditions de Fallois, Paris 2002, ISBN 2-87706-456-5).
- Les Grands Sophistes dans l’Athènes de Périclès. Éditions de Fallois, Paris 1988, ISBN 2-87706-003-9 (Englisch: The great Sophists in Periclean Athens. Clarendon Press, Oxford 1992, ISBN 0-19-824234-4).
- La Grèce antique à la découverte de la liberté (= Le livre de poche. Biblio essais 4128). Éditions de Fallois, Paris 1989, ISBN 2-253-05586-7.
- La construction de la vérité chez Thucydide. Julliard, Paris 1990, ISBN 2-260-00654-X (Italienisch: La costruzione della verità in Tucidide (= Biblioteca di cultura 199). La nuova Italia, Scandicci 1995, ISBN 88-221-1614-3).
- Ouverture à cœur. Éditions de Fallois, Paris 1990, ISBN 2-87706-107-8.
- Écrits sur l’enseignement. Éditions de Fallois, Paris 1991, ISBN 2-87706-133-7.
- Pourquoi la Grèce? Éditions de Fallois, Paris 1992, ISBN 2-87706-155-8 (Auch. (= Le livre de poche. Texte intégral 13549). ebenda 1996, ISBN 2-253-13549-6).
- Les œufs de Pâques. Éditions de Fallois, Paris 1993, ISBN 2-87706-186-8.
- Lettre aux parents sur les choix scolaires. Éditions de Fallois, Paris 1994, ISBN 2-87706-195-7.
- Rencontres avec la Grèce Antique. de Fallois, Paris 1995, ISBN 2-87706-236-8.
- Alcibiade ou les dangers de l’ambition. Éditions de Fallois, Paris 1995, ISBN 2-87706-246-5.
- Jeux de lumière sur l’Hellade. Fata Morgana, Saint-Clément-la-Rivière 1996, ISBN 2-85194-410-X.
- Hector. Éditions de Fallois, Paris 1997, ISBN 2-87706-287-2.
- Le trésor des savoirs oubliés. Éditions de Fallois, Paris 1998, ISBN 2-87706-325-9.
- Laisse flotter les rubans. Éditions de Fallois, Paris 1999, ISBN 2-87706-367-4.
- La Grèce antique contre la violence. Éditions de Fallois, Paris 2000, ISBN 2-87706-390-9.
- Héros tragiques, héros lyriques. Fata Morgana, Saint-Clément-de-Rivière 2000, ISBN 2-85194-529-7.
- Roger Caillois. Hier encore. Fata Morgana, Montpellier 2001, ISBN 2-85194-558-0.
- Sous des dehors si calmes. Éditions de Fallois, Paris 2002, ISBN 2-87706-453-0.
- mit Alexandre Grandazzi: Une certaine idée de la Grèce. Éditions de Fallois, Paris 2003, ISBN 2-87706-484-0.
- De la Flûte à la Lyre. Fata Morgana, Fontfroide-le-Haut 2004, ISBN 2-85194-616-1.
- L’invention de l’histoire politique chez Thucydide (= Études de littérature ancienne. Vol. 15). Éditions rue d’Ulm, Paris 2005, ISBN 2-7288-0351-X.
- L’élan démocratique dans l’Athènes ancienne. Éditions de Fallois, Paris 2005, ISBN 2-87706-556-1.
- Les Roses de la solitude. Éditions de Fallois, Paris 2006, ISBN 2-87706-591-X.
- Dans le jardin des mots. Éditions de Fallois, Paris 2007, ISBN 978-2-87706-622-8.
- Le sourire innombrable. Éditions de Fallois, Paris 2008, ISBN 978-2-87706-650-1.
- mit Monique Trédé: Petites leçons de grec ancien. Editions Stock, Paris 2008, ISBN 978-2-234-06181-1.
- Jeanne. Éditions de Fallois, Paris 2011, ISBN 978-2-253-16674-0 (= Le Livre de Poche. Texte intégral 32642)